# Мосс Крісті
Мосс Крісті (англ. Moss Christie, 26 листопада 1902 — 19 грудня 1978) — австралійський плавець.
Призер Олімпійських Ігор 1924 року.